# Пихтовка (приток Косы)
Пихтовка — река в Кировской области России, левый приток Косы (бассейн Волги). Протекает в Зуевском районе. Устье реки находится в 29 км по левому берегу Косы. Длина реки — 14 км.
Исток реки севернее деревни Опаренки, в 9 км к северо-западу от села Мухино. Река течёт на северо-восток и восток по преимущественно безлесой местности. В среднем течении на реке деревня Бурдята, в нижнем — Кузнецы и Крупинцы. Именованных притоков не имеет. Впадает в Косу чуть ниже села Соколовка. Высота устья — 122,2 м над уровнем моря.

## Данные водного реестра
По данным государственного водного реестра России относится к Камскому бассейновому округу, водохозяйственный участок реки — Чепца от истока до устья, речной подбассейн реки Вятка. Речной бассейн реки — Кама.